# Wampirzyca Mona
Wampirzyca Mona (ang. Mona the Vampire) – familijny serial animowany produkcji kanadyjskiej, którego premiera miała miejsce 13 września 1999 roku.
Serial był emitowany w Polsce na kanale Cartoon Network.

## Bohaterowie
- Mona Parker – dobra, niezbyt urodziwa uczennica szkoły upiorów. Zazwyczaj jest pesymistką. Nie podobają jej się zabawy w których uczestniczą uczniowie i sama nie bierze w nich udziału dlatego nie ma koleżanek. Jej najlepszymi przyjaciółkami są Charley i Lili. Gardzi wszystkim co dziewczęce. Nienawidzi mody i urody, ma własny, mroczny styl bycia. Lubi przebywać w samotności i słuchać zombiackich piosenek.
- Charley Kościotrup I – upiorny kościotrup. Zakochany w Monie z którą z chęcią by się ożenił. Ma bzika na punkcie głównej bohaterki i ma cały pokój w tapetach z nią. Jest dobrym uczniem szkoły upiorów.
- George Jamell II – upiorny uczeń szkoły upiorów, wilkołak, którego pierwszy raz poznajemy w odcinku Mona and the Werewolf. Nie grzeszy rozumem.
- Angela Smith – jest snobistyczną rywalką Mony. Często przechwala się swoim bogactwem przed rówieśnikami i rekrutuje George'a do knucia przeciw Monie, co zwykle kończy się problemem dla wampirzycy. Jej rodzice wygrali w loterii i strasznie ją popsuli i rozpieścili.
- Lili Duncan – pierwsza przyjaciółka Mony. Przedtem była cichą, nieśmiałą dziewczyną, której włosy zakrywały twarz. Wkrótce stała się Księżniczką Lili, odważną i silną wersją zwykłej Lili jej sekretna tożsamość była sugerowana po tym, jak Lili wyraziła swój raczej nużący pomysł bycia "wielką" tak jak charakterystyczna supermoc. Lili raz zakochała się w postaci z kreskówki. Była wtedy w problematycznej sytuacji, kiedy to Frankenstein przeszczepiał jej mózg. W odcinku z wilkołakiem odmawia ona byciem przynętą w pułapce bestii, upiera się, że to seksistowskie i doprowadza do tego, że Charley niechętnie zastępuje jej miejsce.
- Ojciec i matka Mony – troskliwi rodzice Mony. Są zwykłymi ludźmi, śmiertelnikami. Zawsze ratują swoją córkę z opresji i dbają o jej dobrą naukę oraz rozwój. Są bardzo odważni i wykształceni. Matka uwielbia gotować a ojciec majsterkować.
- Madeline Goto – zła, okrutna wiedźma, która od samego początku nienawidzi Mony, Lili oraz Charleya. W odcinku 18 ma szanse się zmienić i być dobrą gdyż razem z Moną stają do pojedynku w sali tronowej. Lecz ta chwila współpracy trwała tylko chwilkę i potem znowu się pogorszyła.
- Oficer Halcroft – oficer policji w szkole upiorów. Pilnuje porządku i oczekuje od wszystkich bycia idealnym. Jest ubrany w policyjny strój. Jest duchem.
- Dyrektor Shawbly I – dyrektor szkoły upiorów. Jest najlepszym przyjacielem Oficera Halcrofta gdyż razem się wychowywali. Jest duchem. Uczy klasę IIC matematyki. Jest szefem działu logistyki w szkole upiorów.
- Freddy – jedna z głównych postaci serialu. Nie grzeszy rozumem. Jest tak głupi że nie potrafi powtórzyć zdania, które ktoś powiedział przed sekundą. W odcinku Mona i wilkołak ratuje głównej bohaterce życie.

## Oryginalny dubbing
- Emma Taylor-Isherwood – Mona Parker
- Justin Bradley – Charley ’Zapman’ Bones I
- Oliver Grainger – George Jamell II
- Carrie Finlay – Lily ’Princess Giant’ Duncan
- Tia Caroleo – Angela Smith
- Marcel Jeannin – ojciec Mony
- Carole Jeghers – matka Mony
- Jennifer Seguin – Madeleine Gotto
- Gary Jewell – oficer Halcroft
- Louis Negin – Reverend Gregory
- Sonja Ball – Madge Bryerson
- John Stocker – major Rosenbaum
- Rick Miller – dyrektor Shawbly I

## Ekipa
- Reżyser: Louis Piche
- Scenariusz: Daniel Baldassi, Jason Bogdangeris, Lydia Eugene, Sarah Musgrave i inni
- Producent: Cassandra Schafhausen
- Producent wykonawczy: Clement Calvert, Micheline Charest, Ian Lewis, Ronald A. Weinberg
- Muzyka: Marco Giannetti, Judith Henderson

## Spis odcinków
| Nr             | Polski tytuł                          | Angielski tytuł                    |  |
| -------------- | ------------------------------------- | ---------------------------------- |  |
|                |                                       |                                    |  |
| SERIA PIERWSZA |                                       |                                    |  |
|                |                                       |                                    |  |
| 01             | Nocne strachy                         | The Night of the Living Scarecrow  |  |
| 01             | Robotowa opiekunka                    | The Robot Baby-sitter              |  |
|                |                                       |                                    |  |
| 02             | Von Kreepsula szaleje                 | Von Kreepsula Runs Amok            |  |
| 02             | Wredny Virus                          | The Nefarious Computer Virus       |  |
|                |                                       |                                    |  |
| 03             | Straszny duch psa                     | The Miserable Phantom Dog          |  |
| 03             | Jurajski parking                      | Jurassic Parking                   |  |
|                |                                       |                                    |  |
| 04             | Upiorne głosy                         | The Whirling Void                  |  |
| 04             | Miejsce którego nie lubią Gnomy       | There's No Place Like Gnome        |  |
|                |                                       |                                    |  |
| 05             | Ludzki pająk w snach                  | The Dreaded Human Spider           |  |
| 05             | Noc manekina                          | Night of the Living Mannequin      |  |
|                |                                       |                                    |  |
| 06             | X-tra student                         | The X-Change Student               |  |
| 06             | Potwory z czerwonego księżyca         | The Red Moon Monsters              |  |
|                |                                       |                                    |  |
| 07             | Szkieletowy Kowboj                    | The Skeleton Cowboy                |  |
| 07             | Człowiek nocnych słodyczy             | Men in Dark Suits                  |  |
|                |                                       |                                    |  |
| 08             | Polowanie na wampira                  | The Vampire Hunter                 |  |
| 08             | Pieśń syren                           | The Sounds of Sirens               |  |
|                |                                       |                                    |  |
| 09             | Książka slimu                         | The Book of the Slimy              |  |
| 09             | Infiltracja Sama i Elli               | The Sam and Ella Infiltration      |  |
|                |                                       |                                    |  |
| 10             | Kurs problemów mamy                   | Curse of the Mummy's Tomb          |  |
| 10             | Freakty bałwan                        | Freaky the Snowman                 |  |
|                |                                       |                                    |  |
| 11             | Dastardly Dr. Voodoo                  | The Dastardly Dr. Voodoo           |  |
| 11             | Potańcówka w upiornej szkole          | The Dancing in Ghoul Shool         |  |
|                |                                       |                                    |  |
| 12             | Kruchy jak lód                        | Cry of the Swamp Thing             |  |
| 12             | Polujący dom strachu                  | The Haunted House of the Washburns |  |
|                |                                       |                                    |  |
| 13             | Przepiękne kłopoty                    | Spirit of the Woods                |  |
| 13             | Kometa Boogeymana                     | The Bogeyman Cometh                |  |
|                |                                       |                                    |  |
| SERIA DRUGA    |                                       |                                    |  |
|                |                                       |                                    |  |
| 14             | Człowiek o 9 życiach                  | The Man with 9 Lives               |  |
| 14             | Jak z młodych lat                     | Yak of the Yammering Yam           |  |
|                |                                       |                                    |  |
| 15             | Małe miasteczki Tiny                  | A Little Tiny Town                 |  |
| 15             | Zmiany                                | The Devious Doppelgänger           |  |
|                |                                       |                                    |  |
| 16             | Kreatury ziemskie                     | Creature from the Depths           |  |
| 16             | Mona i wilkołak                       | Mona and the Werewolf              |  |
|                |                                       |                                    |  |
| 17             | Wyprzedaż garażowa                    | Garage Sale Genie                  |  |
| 17             | Upiory i lalki                        | Ghouls and Dolls                   |  |
|                |                                       |                                    |  |
| 18             | Pchli cyrk horroru                    | Flea Circus of Horrors             |  |
| 18             | Pojedynek                             | Shadow of a Doubt                  |  |
|                |                                       |                                    |  |
| 19             | Fortunne ciastko                      | The Fortune Cookie                 |  |
| 19             | Pixy                                  | Pixies                             |  |
|                |                                       |                                    |  |
| 20             | Billabong Bunyip                      | The Billabong Bunyip               |  |
| 20             | Subczłowiecze substancje              | The Subhuman Substitutes           |  |
|                |                                       |                                    |  |
| 21             | Hex tancerz                           | Hex of a Dancer                    |  |
| 21             | Dwóch magików                         | The Two Magicians                  |  |
|                |                                       |                                    |  |
| 22             | Czas Shift                            | Time Shift                         |  |
| 22             | Wyjście czasu                         | Timeout                            |  |
|                |                                       |                                    |  |
| 23             | Chłopiec ptak                         | Bird Boy                           |  |
| 23             | Kwiatowa moc                          | Flower Power                       |  |
|                |                                       |                                    |  |
| 24             | Wyobraźnia                            | Spitting Image                     |  |
| 24             | Zabawny dom                           | Fourth Dementia Funhouse           |  |
|                |                                       |                                    |  |
| 25             | Robal od prania mózgu                 | Brainwash Boogie                   |  |
| 25             | Powrót Von Kreepsuli                  | Von Kreepsula's Revenge            |  |
|                |                                       |                                    |  |
| 26             | Cupidowy koszmor                      | Cupid's Mark                       |  |
| 26             | Ostatni piraci                        | The Lost Pirates                   |  |
|                |                                       |                                    |  |
| SERIA TRZECIA  |                                       |                                    |  |
|                |                                       |                                    |  |
| 27             | Doktor Java i Pan Hyde                | Dr. Java and Mr. Hyde              |  |
| 27             | System Miss Dewey Dismal              | Miss Dewey's Dismal System         |  |
|                |                                       |                                    |  |
| 28             | Moc słodkiego poliestru               | Polyester Power Suit               |  |
| 28             | Troll                                 | The Droll Troll                    |  |
|                |                                       |                                    |  |
| 29             | Vintrillo-Krzyk                       | Ventrillo-Creep                    |  |
| 29             | Limo do zaginionego miasta            | Limo to Loserville                 |  |
|                |                                       |                                    |  |
| 30             | Trójkąt Kolumba                       | The Columbus Triangle              |  |
| 30             | Piłka saskłaczanakłów                 | Soccer Sasquatch                   |  |
|                |                                       |                                    |  |
| 31             | Cyborg Duch                           | Cyborg Phantasm                    |  |
| 31             | Kot morski                            | Kitten of the Sea                  |  |
|                |                                       |                                    |  |
| 32             | Słoneczne dni                         | Sun Worshippers                    |  |
| 32             | Gorące wrażenie                       | Heat Wave                          |  |
|                |                                       |                                    |  |
| 33             | Oglądanie wiedźmy                     | Witch Watch                        |  |
| 33             | Hex z Agatą Misty                     | The Hexed Mansion of Agatha Misty  |  |
|                |                                       |                                    |  |
| 34             | Kurs ninja                            | The Ninja's Curse                  |  |
| 34             | Hal T. Neander                        | Hal T. Neander                     |  |
|                |                                       |                                    |  |
| 35             | Pojedynek szamana                     | Shame on the Shaman                |  |
| 35             | Program: Pionierzy                    | Programmed Pioneers                |  |
|                |                                       |                                    |  |
| 36             | Flu-topia                             | Flu-topia                          |  |
| 36             | Złamanie                              | The Broken Chain Letter            |  |
|                |                                       |                                    |  |
| 37             | Dziecięcy opiekun                     | The Babysitter                     |  |
| 37             | Potworowe zderzenie                   | Monster Trash                      |  |
|                |                                       |                                    |  |
| 38             | Jaskiniowa przygoda                   | The Granite Goliath                |  |
| 38             | Intergalaktyczno kosmiczni obozowicze | Intergalactic Space Campers        |  |
|                |                                       |                                    |  |
| 39             | Ziemniako ryba                        | Potato Fish                        |  |
| 39             | To relacja                            | It's All Relative                  |  |
|                |                                       |                                    |  |
| SERIA CZWARTA  |                                       |                                    |  |
|                |                                       |                                    |  |
| 40             | Czarna dziura                         | The Black Hole                     |  |
| 40             | Nostalgiczny Bzik                     | Waxing Nostalgic                   |  |
|                |                                       |                                    |  |
| 41             | Mrożony Freddy                        | Lil' Freddy Frosty                 |  |
| 41             | Atak wampirzej paczki                 | Attack of the Bratty Vamp Pack     |  |
|                |                                       |                                    |  |
| 42             | Transformacja Frankensteina           | The Transformation of Frank Stein  |  |
| 42             | Mowa do ciasta                        | Taking the Cake                    |  |
|                |                                       |                                    |  |
| 43             | Terror w mieście Toon                 | Terror in Toon Town                |  |
| 43             | Duch rycerza                          | Ghost in the Knight                |  |
|                |                                       |                                    |  |
| 44             | Wszystkie dni pracy                   | All in a Day's Work                |  |
| 44             | Mona spotyka Scooby'ego Doo           | Mona and the Mystery Inc.          |  |
|                |                                       |                                    |  |
| 45             | Wyjście Jacka                         | Jack out of the Box                |  |
| 45             | Zakręcony                             | Crazy Crop Circles                 |  |
|                |                                       |                                    |  |
| 46             | Zabawki i ty                          | Toys Are Us                        |  |
| 46             | Krótki strach                         | The Hair Scare                     |  |
|                |                                       |                                    |  |
| 47             | Mona kontra Pan Niezwykły             | Mona vs. Ms. Marvelous             |  |
| 47             | Mówiąca pszczoła                      | Spelling Bee                       |  |
|                |                                       |                                    |  |
| 48             | Trudny horror                         | The Horned Horror                  |  |
| 48             | Kot Lady Meow                         | The Cat Lady's Meow                |  |
|                |                                       |                                    |  |
| 49             | Legenda Caboosa                       | The Legend of Caboose Malloy       |  |
| 49             | Klaun                                 | The Wereclown                      |  |
|                |                                       |                                    |  |
| 50             | Upiorne zasady                        | Ghouls Rule!                       |  |
| 50             | Transylwański twist                   | The Transylvanian Twist            |  |
|                |                                       |                                    |  |
| 51             | Terminatorka                          | Terminate Her                      |  |
| 51             | 18 dziura                             | 18 Holes to Oblivion               |  |
|                |                                       |                                    |  |
| 52             | Gwiazda Mona część 1                  | The star of Mona part 1            |  |
| 52             | Gwiazda Mona część 2                  | The star of Mona part 2            |  |
|                |                                       |                                    |  |
| SERIA PIĄTA    |                                       |                                    |  |
|                |                                       |                                    |  |
| 53             | Koszulka strachów                     | T-Scared                           |  |
| 53             |                                       |                                    |  |
| 54             | Pech                                  | Bad luck                           |  |
| 54             |                                       |                                    |  |
| 55             | Ponura przygoda Mony                  | The grim adventure of Mona         |  |
| 55             |                                       |                                    |  |
| 56             | Księżna Mroku                         | Dark Queen                         |  |
| 56             | Kran donikąd                          | Water inwanders                    |  |
|                |                                       |                                    |  |
| 57             | Inwazja miśków                        | The Inwasion of bears              |  |
| 57             | Limbo w gwiazdach                     | Limbo in the stars                 |  |
|                |                                       |                                    |  |
| 58             | Klony Mony                            | Mona vs. Mona                      |  |
| 58             | Pszczoła afera                        | The bee                            |  |
|                |                                       |                                    |  |
| 59             | Ty kontra wszyscy                     | Your vs. Everyone                  |  |
| 59             | Nocne marki                           | Dark people                        |  |
|                |                                       |                                    |  |
| 60             | Zemsta Księżnej Mroku                 | Dark Queen Revenge                 |  |
| 60             | Ostateczny start w szkole             | Final started                      |  |